# Santa Coloma de Vilamitjana
Santa Coloma de Vilamitjana és l'església parroquial de Vilamitjana del Cantó, en el municipi de Montferrer i Castellbò (Alt Urgell), protegida com a bé cultural d'interès local.

## Descripció
L'església és d'una sola nau rectangular, capçada a ponent amb capçalera plana i molt modificada. Està coberta amb un llosat de doble vessant. Té la porta d'accés, en arc de mig punt, a la façana oriental, coronada per un ull de bou circular i rematada per un campanar d'espadanya d'un sol ull.
Actualment té la façana estrafeta per dues finestres rectangulars, desproporcionades.

## Història
La parròquia de Vilamediana és mencionada a l'acta de consagració de la catedral de la Seu d'Urgell de l'any 839. L'any 999, està documentat en un testament amb el llegat d'unes terres situades a Vila Migana. Les referències escrites són força nombroses al llarg del segle xi, amb esments de l'església parroquial de la vila, dedicada a Santa Coloma des d'antic. Segons es pot deduir del capbreu-llevador de la comanda de Susterris de 1378, aquest establiment religiós posseí un gran nombre de propietats a Vilamitjana, vinculats probablement a la propera comanda hospitalera de Costoja.